# Xuanhua
Xuanhua is een stad in de prefectuur Zhangjiakou in de noordoostelijke provincie Hebei, Volksrepubliek China.
Xuanhua ligt 180 km van Peking. Er wonen circa 274 000 mensen in Xuanhua. In de omgeving worden steenkool en andere bodemschatten gewonnen. De gevangenis van Zhangjiakou is in Shalingzi, wat bij Xuanhua hoort.